# Steuerstundungsmodell
Ein Steuerstundungsmodell liegt im Einkommensteuerrecht vor, wenn aufgrund einer modellhaften Gestaltung Steuervorteile in Form negativer Einkünfte erzielt werden.

## Allgemeines
Steuerpflichtige Wirtschaftssubjekte (wie Privathaushalte oder Unternehmen) versuchen, ihre Steuerlast mit Hilfe der Steuervermeidung zu senken, damit Steuerzahlungen ihre Einkommen oder Gewinne möglichst wenig schmälern. Unterschieden werden kann hierbei zwischen (illegaler) Steuerhinterziehung, legaler Steuervermeidung und Steuerüberwälzung. Zudem können Steuerpflichtige durch Steuerflucht versuchen, das internationale Steuergefälle durch Gestaltungsmaßnahmen in Niedrigsteuerländer oder Steueroasen auszunutzen. Die Laffer-Kurve unterstellt, dass mit steigendem Steuersatz die Steuervermeidung zunimmt.

## Rechtsgrundlagen
Rechtsgrundlage für das Verlustverrechnungsverbot bei Steuerstundungsmodellen ist § 15b EStG. Danach dürfen Verluste im Zusammenhang mit einem Steuerstundungsmodell weder mit Einkünften aus Gewerbebetrieb noch mit Einkünften aus anderen Einkunftsarten ausgeglichen werden; sie dürfen auch nicht nach § 10d EStG abgezogen werden. Ein Steuerstundungsmodell liegt nach § 15b Abs. 2 EStG vor, wenn aufgrund einer modellhaften Gestaltung steuerliche Vorteile in Form negativer Einkünfte erzielt werden sollen. Dies ist der Fall, wenn dem Steuerpflichtigen aufgrund eines vorgefertigten Konzepts die Möglichkeit geboten werden soll, zumindest in der Anfangsphase der Investition Verluste mit übrigen Einkünften zu verrechnen. In § 15b Abs. 3 EStG ist eine Nichtanwendungsgrenze vorgesehen, wonach innerhalb der Anfangsphase das Verhältnis der Summe der prognostizierten Verluste zur Höhe des gezeichneten und nach dem Konzept auch aufzubringenden Kapitals oder bei Einzelinvestoren des eingesetzten Eigenkapitals 10 Prozent nicht übersteigen darf. Werden innerhalb dieser Grenze Verluste geltend gemacht, werden sie steuerlich anerkannt.
Die Finanzverwaltung prüft den Sachverhalt eines Steuerstundungsmodells anhand der Vertragsgestaltung, ob ein vorgefertigtes Konzept und gleichgerichtete Leistungsbeziehungen zwischen den Vertragsparteien bestehen. Wird dies bejaht, muss geprüft werden, ob aus der Kapitalanlage in der Anfangsphase steuerliche Verluste zugewiesen werden. Überschreiten diese Verluste die Nichtanwendungsgrenze von 10 %, liegt ein Steuerstundungsmodell vor. Dann sind sämtliche Verluste aus dieser Kapitalanlage nicht nach § 10d EStG abziehbar, sondern können erst künftige Gewinne aus derselben Kapitalanlage mindern. Ein Indiz für die Annahme eines Steuerstundungsmodells kann auch darin gesehen werden, dass ein Anleger vorrangig eine Kapitalbeteiligung eingeht, ohne ein Interesse daran zu haben, Einfluss auf die Gesellschaft auszuüben.

## Betroffene Gestaltungen
Betroffen sind insbesondere Verluste aus Leasingfonds, Medienfonds, New Energy Fonds, Videogamefonds und Wertpapierhandelsfonds, nicht aber Private-Equity-Fonds und Venture-Capital-Fonds, da diese ihren Anlegern konzeptionell keine Verluste zuweisen. Geschlossene Immobilienfonds in der Rechtsform der Personengesellschaft, die ihren Anlegern in der Anfangsphase steuerliche Verluste zuweisen, sind regelmäßig als Steuerstundungsmodell zu klassifizieren.
§ 15b EStG soll „die Attraktivität sogenannter Steuerstundungsmodelle … wirkungsvoll einschränken“.